# Stormy Weather (låt av Moneybrother)
"Stormy Weather" är en låt av Moneybrother från 2003. Den finns med på dennes debutalbum Blood Panic (2003), men utgavs också som singel samma år. Låten är skriven av Moneybrother, producerad av Jari Haapalainen och utgiven på Burning Heart Records.
Låten låg åtta veckor på Trackslistan mellan den 23 augusti och 11 oktober 2003, som bäst på fjärde plats. Den nådde också plats 44 på Svenska singellistan.

## Låtlista
1. "Stormy Weather"
2. "Thunder in My Heart" (akustisk version)

## Medverkande musiker
- Patrick Andersson - bas
- Gustav Bendt - saxofon
- Viktor Brobacke - trombon
- Existensminimum - slagverk
- Indy - orgel
- Henrik Svensson - trummor
- Anders Wendin - sång, gitarr

## Listplaceringar
| Lista (2003) | Topplacering |
| ------------ | ------------ |
| Sverige      | 44           |

### Fotnoter
1. ↑  ”Stormy Weather”. Discogs.com. http://www.discogs.com/Moneybrother-Stormy-Weather/release/2059985. Läst 17 april 2012.
2. ↑  ”Stormy Weather”. Nostalgilistan. http://www.nostalgilistan.se/moneybrother-883/stormy-weather-6638. Läst 7 februari 2016.
3. 1 2  Placeringar på den svenska singellistan